# Zwierzyn Krajeński
Zwierzyn Krajeński – zlikwidowany przystanek osobowy w Zwierzynie, w gminie Zwierzyn, w powiecie strzelecko-drezdeneckim, w woj. lubuskim, w Polsce. Został otwarty w 1897 roku przez FK. W 1952 roku nastąpiło jego zamknięcie, a w 1953 roku likwidacja. Znajdował się na trasie linii kolejowej ze Strzelec Krajeńskich Wschodu do Strzelec Krajeńskich.